# Іоанн Габсбург
Іоанн Австрійський (нар. 10 квітня 1538, Прага — 20 березня 1539, Прага) — десята дитина і третій син імператора Священної Римської Імперії Фердинанда Ι і його дружини Анни I.

## Біографія

### Народження
Іоан народився 10 квітня в Празі там же народилися майже всі його брати та сестри. Він народився на сьомому місяці вагітності. Будучи слабким з народження мало хто вірив, що він довго проживе, він прожив майже рік.

### Постійні проблеми престолонаступництва
Кожна європейська сім'я, мала справу з високою дитячою смертністю як неминуче зло, через що значна кількість дітей помирала. У сім'ях коронованих осіб, діти мали великі спадщини. Неоціненне значення для батьків: через здійснення політики шлюбу, можна було укладати союзи з іншими державами, іноземними (для використання в разі необхідності), збагачення (у спадщину) майно, землю або гроші. Хороший шлюб міг також запобігти початку війни та величезні втрати життів і суми грошей.

### Смерть
Прожив Іоанн, трохи менше року. Втрата імовірного наступника становила ризик для Габсбургів. Попри смерть маленького герцога, Фердинанд мав ще двох синів.